# Grand Prix der Volksmusik 1988
Der dritte Grand Prix der Volksmusik fand am 9. Juli 1988 in Zürich (Schweiz) statt. Teilnehmerländer waren wie in den Vorjahren Deutschland, Österreich und die Schweiz. In jedem Land wurde zuvor bei verschiedenen Rundfunkstationen eine Vorentscheidung durchgeführt. Dabei wurden jeweils fünf Titel für das Finale ermittelt. Die 15 Titel der deutschen Vorentscheidung erschienen auch auf einer CD.
Das Finale wurde von der SRG im Rahmen einer Eurovisionssendung aus Zürich übertragen und vom ZDF und ORF übernommen. Moderatoren waren wieder Carolin Reiber (Deutschland), Karl Moik (Österreich) und Sepp Trütsch (Schweiz). Die Startfolge der Titel und Länder war zuvor ausgelost worden. Nach Vorstellung der Titel ermittelten mehrere Jurys aus den Teilnehmerländern ihren Favorit, wobei die Titel des eigenen Landes nicht bewertet werden durften.
Am Ende der Wertung stand das Original Naabtal Duo als Sieger des Grand Prix der Volksmusik 1988 fest. Ihr Lied Patrona Bavariae hatte Günther Behrle komponiert und getextet. Damit hatte Deutschland zum ersten Mal den Wettbewerb gewonnen.
Als Austragungsort des nächsten Grand Prix der Volksmusik 1989 wurde unabhängig vom Land des Siegers Linz festgelegt.

## Die Platzierung des Grand Prix der Volksmusik 1988
| Startnr.          | Land              | Interpret                                                            | Titel                              | Platz                         | %                             |
| ----------------- | ----------------- | -------------------------------------------------------------------- | ---------------------------------- | ----------------------------- | ----------------------------- |
| 03                | D                 | Original Naabtal Duo                                                 | Patrona Bavariae                   | 01.                           | 16,6                          |
| 01                | A                 | Tiroler Nachtigallen und die Kathreiner Musikanten                   | A richtiger Mann                   | 02.                           | 10,2                          |
| 05                | CH                | Geschwister Biberstein und Carlo Brunners Superländlerkapelle        | So en Tag                          | 03.                           | 10,1                          |
| 15                | D                 | Münchner Stadtmusikanten                                             | Großglockner, Zugspitz, Matterhorn | 04.                           | 09,2                          |
| 04                | A                 | Anni Jäger                                                           | Niemals aufgeben                   | 05.                           | 07,8                          |
| 10                | A                 | Ennstaler Spitzbuam                                                  | Musik ist meine Welt               | 06.                           | 07,5                          |
| 02                | CH                | Original Unterländer                                                 | Das Dreiländerlied                 | 07.                           | 06,5                          |
| 12                | D                 | Patrizius                                                            | Wir jodeln auf dem Popocatepetl    | 07.                           | 06,5                          |
| 13                | A                 | Bregenzerwälder Dorfmusikanten                                       | Grüße der Musik                    | 09.                           | 06,2                          |
| 08                | CH                | Löschzugchörli Interlaken                                            | Mir sind vo de Füürwehr            | 10.                           | 04,7                          |
| 11                | CH                | Dominik Marty, Ernst Jakober und das Trio Bürgler-Rickenbacher-Marty | Das bringt doch nüt                | 11.                           | 03,9                          |
| 06                | D                 | Die Bayrische 7                                                      | S Dirndl, Dearndl                  | 12.                           | 03,5                          |
| 09                | D                 | Uschi Bauer                                                          | I bin a Wetterfrosch               | 13.                           | 03,1                          |
| 14                | CH                | Michel Villa                                                         | De Matter hed es Matterhorn        | 14.                           | 02,4                          |
| 07                | A                 | Alpentrio Tirol                                                      | I steh auf Volksmusik              | 15.                           | 01,8                          |
| Veranstaltungsort | Veranstaltungsort | Hallenstadion Zürich, Schweiz                                        | Hallenstadion Zürich, Schweiz      | Hallenstadion Zürich, Schweiz | Hallenstadion Zürich, Schweiz |

Die Titel erschienen auch auf einer CD.
Die zehn Titel aus Deutschland, die nicht das Finale erreichten, waren:
- Die Liebe zur Heimat, Hans und Ellen Kollmannsberger
- Es war Frühling in der Heide, Pat und Paul
- Im Musikantenhimmel, Moldau-Mädel
- Ja, ja die Volksmusik, Winfried Stark und seine Original Steigerwälder
- Musikanten auf Tournee, Ralf Willing und der Isar-Express
- Mutter, i sag dankschön, D'Sandler (Musik:  Rüdiger Helbig, Text: Claus Dittmar)
- Telefon vom Titisee, Die 3 Z’widern
- Wenn Böhmen träumen, Erika und Florian
- Wenn Windjammer zieh’n, Speelwark
- Wir soll’n euch aus München schön grüßen, Lydia Huber und Andreas Hauff